# Stowarzyszenie Demagog
Stowarzyszenie Demagog – najstarsza w Polsce organizacja non-profit zajmująca się fact-checkingiem, walką z fałszywymi informacjami i dezinformacją, kontrolowaniem prawdziwości wypowiedzi polityków, a także edukacją społeczeństwa w zakresie naukowej metody weryfikacji informacji, tak aby decyzje podejmowane przez obywateli były świadome i oparte na faktach.
Organizacja jest sygnatariuszem europejskiego kodeksu postępowania w zakresie dezinformacji z 2022 roku oraz polskiego Kodeksu Dobrych Praktyk w walce z dezinformacją. Od maja 2019 roku należy do Międzynarodowej Sieci Factcheckingowej (IFCN) oraz do społeczności factcheckingowej Europejskiego Obserwatorium Mediów Cyfrowych (EDMO). We wrześniu 2019 roku Demagog dołączył do Programu Niezależnej Weryfikacji Informacji Facebooka, którego celem jest zapobieganie rozprzestrzenianiu się oszustw i fake newsów na Facebooku. 
Stowarzyszenie Demagog razem z czterema innymi organizacjami factcheckingowymi z Niemiec, Francji, Włoch i Hiszpanii jest częścią konsorcjum tworzącego Europejską Sieć Standardów Factcheckingowych (EFCSN)

## Historia
Stowarzyszenie zostało zarejestrowane 29 kwietnia 2016 roku w Krajowym Rejestrze Sądowym pod numerem 0000615583.
Organizacja od 2014 roku prowadzi portal demagog.pl, na którym publikuje zweryfikowane wypowiedzi polityków, sprawdza obietnice wyborcze, analizuje i dementuje fake newsy i dezinformację. W ramach walki z fake newsami prowadzi także warsztaty oraz realizuje projekty edukacyjne pn. Akademia Fact-Checkingu. Od maja 2019 Demagog należy do International Fact-Checking Network (Międzynarodowej Sieci Fact-Checkingowej  która powstała w 2015 roku przy Poynter Institute na Florydzie), która czuwa nad standardami pracy redakcji.  Aby stać się członkiem IFCN, stowarzyszenie musiało przejść procedurę weryfikacji pod kątem bezstronności, przejrzystości źródeł, finansowania, organizacji i metodologii. Każdy członek IFCN zobowiązał się do przestrzegania określonych zasad.
W ramach projektu EFCSN latem 2022 roku europejska społeczność factcheckingowa przyjęła Europejski Kodeks Standardów Factcheckingowych.
Od 2014 do 2024 fact-checkerzy zweryfikowali prawie 6 tys. wypowiedzi osób publicznych i przygotowali blisko 3 000 analiz i raportów, dementujących fake newsy.

## Działalność i projekty

### Portal demagog.pl
Demagog.org.pl — portal factcheckingowy, na którym publikowane są rezultaty monitoringu sieci w poszukiwaniu nieprawdziwych informacji i dostarczane są fakty. W publikacjach portalu sprawdzane są wypowiedzi osób publicznych, dementowane fake newsy, dementowane nieprawdziwe informacje oraz teorie spiskowe, weryfikowane obietnice wyborcze. Zgodnie z określoną metodologią publikowane są raporty, dostarczane potwierdzone informacje w tematach ważnych społecznie, a także wypowiedzi polityków. Wypowiedziom polityków wystawiana jest jedna z 5 ocen: prawda, fałsz, częściowa prawda, manipulacja bądź nieweryfikowalne. Sprawdzeniu podlegają wypowiedzi polskich polityków z różnego szczebla: centralnego, europejskiego czy lokalnego. Weryfikowane są też wypowiedzi innych osób publicznych.
Obszary tematyczne Portalu uznane przez Stowarzyszenia jako najbardziej szkodliwe:
- dezinformacja zdrowotna (fałszywe informacje na temat szczepień, pandemii COVID-19, alternatywnych metod leczenia chorób),
- fałszywe informacje na temat wojny na Ukrainie, rosyjska propaganda),
- dezinformacja klimatyczna (fałszywe informacje na temat przyczyn, przebiegu oraz skutków zmian klimatycznych),
- dezinformacja wymierzona w grupy mniejszościowe i chronione (uchodźcy, mniejszości narodowe i etniczne, religijne, seksualne),
- dezinformacja technologiczna (fałszywe informacje na temat technologii 5G),
- teorie spiskowe,
- oszustwa.

### Fakty o klimacie
Projekt, który powstał w ramach programu Climate Misinformation Grant Program realizowanego przez IFCN oraz Metę realizowany razem ze projektem Crazy Nauka oraz Grupą Defence24, którego celem jest przeciwdziałanie dezinformacji klimatycznej.

### Akademia Fact-checkingu
Akademia Fact-checkingu to projekt edukacyjny Stowarzyszenia Demagog w ramach którego prowadzone są warsztaty i szkolenia (stacjonarne oraz online) z zakresu wyszukiwania i weryfikowania informacji, oceny wiarygodności źródeł, narzędzi online w walce z fake newsami. W warsztatach i prelekcjach do końca 2022 roku wzięło udział ok. 6,5 tys. uczniów i studentów, blisko 1 tys. nauczycieli i ok. 600 seniorów z Polski. W ramach akademii  uruchomiona została e-learningowa platforma edukacyjna.

### Podcast Demagoga
To cykl podcastów wydawanych przez Stowarzyszenie Demagog. Do rozmowy o fake newsach, teoriach spiskowych czy o rosyjskiej propagandzie zapraszani są eksperci, dziennikarze i naukowcy.

### Współpraca z platformami technologicznymi
Stowarzyszenie jest partnerem firmy Meta w Programie niezależnej weryfikacji informacji. Od 2022 roku współpracuje również z firmą Kinzen, a także od tego samego roku kontynuuje wsparcie zespołu od czasu jego przejęcia przez Spotify. Analizuje potencjalnie szkodliwe treści i mowę nienawiści w języku polskim.

## Stowarzyszenie

### Cele statutowe Stowarzyszenia Demagog
- szerzenie, rozwój i realizacja idei społeczeństwa obywatelskiego;
- sprawowanie kontroli obywatelskiej poprzez działalność strażniczą;
- kontrola przejrzystości debaty publicznej;
- rozpowszechnianie i ochrona swobód obywatelskich, a także działań wspomagających rozwój demokracji, ze szczególnym uwzględnieniem prawa do dostępu do informacji publicznej;
- wspieranie partycypacji obywateli w życiu publicznym oraz oddolnych ruchów lokalnych;
- rozwijanie i promowanie metody badawczej fact-check;
- zacieśnianie współpracy z innymi podmiotami (organizacje pozarządowe, uczelnie wyższe, instytucje kultury) na polu analiz oraz aktywizacji społeczeństwa;
- promowanie wiedzy dotyczącej Unii Europejskiej oraz innych organizacji międzynarodowych, promowanie otwartego społeczeństwa zaangażowanych obywateli Europy;
- walkę z działalnością dezinformacyjną i rozpowszechnianiem tzw. fake news;
- działalność na rzecz nauki, szkolnictwa wyższego, edukacji, oświaty i wychowania[23].

### Finansowanie
Źródłami finansowania Stowarzyszenia Demagog są głównie składki członkowskie, darowizny, granty, współprace komercyjne oraz partnerstwa z dużymi platformami internetowymi. Szczegółowe dane finansowe publikowane są na stronie Stowarzyszenia.

## Nagrody
- Finalista konkursu Popularyzator Nauki 2020 w kategorii Instytucja[25];
- Wyróżnienie Patronite.pl w ramach Podcastu Roku – Konkursu imienia redaktora Janusza Majki dla Podcastu Demagoga za sprawne budowanie społeczność wokół ważnego tematu i duży potencjał dobrego rozwoju podcastu, za podjęcie potrzebnego, ważnego tematu, budując kompetencje krytycznego myślenia i oferując analityczną perspektywę w przystępny sposób dla stabilnie rosnącej społeczności[26];
- Nagroda Polsko-Amerykańskiej Fundacji Wolności Sektor 3.0. za praktyczne wykorzystanie ICT w działalności fact-checkingowej oraz za szeroką działalność edukacyjną i dzielenie się know-how z różnymi grupami odbiorców (2021)[27];
- Nagroda Specjalna Press Club Polska dla profesjonalnych weryfikatorów informacji za wspieranie dziennikarzy oraz ich odbiorców w obronie przed dezinformacją (2023)[28].